# 모르강 상송
모르강 스테판 상송 (Morgan Stéphane Sanson, 1994년 8월 18일 ~ )는 프랑스의 축구 선수이며, 니스에서 미드필더로 뛰고 있다.